# 그림스뵈튼 화산
그림스뵈튼 화산(Grímsvötn)은 아이슬란드의 최대 빙하 바트나이외쿠틀에 위치한 해발 1,725m의 화산이다. 2011년 5월에 분화하였다. 이 화산은 화산이지만 빙저호이고, 화산의 전형적인 형태는 보이지 않는다. 그러나 곳곳에 증기가 나오는 바위가 있어 화산임을 알 수 있다. 이 화산의 분화는 2004년에도 있었는데, 역시 화산재가 공중으로 치솟았다. 지금은 분화를 멈추었지만, 여전히 증기가 나오기 때문에 활화산이다.

## 2011년 폭발
2011년 5월에 폭발했지만 2010년과 같은 항공대란은 없었다. 화산재 구름은 3km이상 솟아올랐지만, 유럽 쪽으로 날아가지 않아 결항 같은 항공대란은 없었던 것이다.